# Château Piedbœuf
 (juillet 2021).
Si vous disposez d'ouvrages ou d'articles de référence ou si vous connaissez des sites web de qualité traitant du thème abordé ici, merci de compléter l'article en donnant les références utiles à sa vérifiabilité et en les liant à la section « Notes et références ».
Pour l’article homonyme, voir Piedbœuf.
Le château Piedbœuf est un château situé à Jupille-sur-Meuse au 47, rue Charlemagne.

## Description
Le château est construit en 1862 et inauguré en 1878 par la Congrégation Notre-Dame. En 1880, une aile néogothique est ajoutée. Le château est construit dans un style néoclassique .
Cet ensemble comprend une tour carrée, dite Tour Charlemagne, construite en blocs de grès houiller et de calcaire et datant probablement du XIIIe siècle. Seul le côté nord (côté rue) de cette tour est visible. Des chaînes d'angle sont ajoutées au XVIIe siècle et des modifications ont été apportées aux fenêtres au XIXe siècle.
Les sœurs y ont installé une école secondaire (Institut Notre-Dame). En 1990, l'institut est détruit par un incendie, puis reconstruit, en y ajoutant une traverse moderne.